# Minimal change disease
Minimal change disease (MCD) förekommer i alla åldrar och är orsaken till de flesta förekomster av nefrotiskt syndrom hos barn och hos en tredjedel av alla vuxna. Förlust av "fotutskotten" och negativa laddningar i det glomerulära basalmembranet gör att albumin åker ut med urinen. Proteinurin går ofta tillbaka efter högdos kortison. En del svåra fall kan även behöva cellgifter. Minimal change disease fortsätter inte att förvärras och progrediera till njursvikt, utan huvudproblemen hör istället samman med nefrotiskt syndrom.